# Sindrome di Majewski
La sindrome di Majewski o sindrome coste corte-polidattilia di tipo 2 è una malattia genetica rara a decorso letale, caratterizzata da osteocondrodisplasia e afferente al gruppo delle sindromi coste corte-polidattilia, che presentano costole molto corte e un'ipoplasia dei polmoni che generalmente conduce il paziente alla morte per insufficienza respiratoria.

## Epidemiologia e storia
La sindrome fu descritta per la prima volta nel 1971 dal pediatra e genetista tedesco Frank Majewski (altre patologie che prendono il suo nome sono la sindrome di Mohr-Majewski o sindrome oro-facio-digitale di tipo 4 e la sindrome di Lenz-Majewski, una forma di iperostosi).
L'incidenza della malattia nella popolazione generale è attualmente sconosciuta.

## Eziologia
La sindrome presenta un'ereditarietà autosomica recessiva; la mutazione genetica responsabile della malattia è a carico del gene NEK1, situato nel braccio lungo del cromosoma 4, in corrispondenza del locus genico q33.

## Clinica

### Segni e sintomi
I segni clinici principali sono:
- Costole corte con ipoplasia del torace e dei polmoni, con conseguente insufficienza respiratoria progressiva
- Displasia delle ossa lunghe (con lunghezza inferiore al normale)
- Spesso polidattilia

Oltre alle caratteristiche elencate, presenti anche nelle altre sindromi del gruppo coste corte-polidattilia, nella sindrome di Majewski si osservano anche moderata macrocefalia, infossamento della radice del naso, cheiloschisi e labbro leporino, presenza precoce della dentatura (spesso fin dalla nascita), ipoplasia dell'epiglottide e della laringe, atresia vaginale, micropenia, intestino corto e con malrotazione, agenesia del bulbo olfattivo e di altre strutture cerebrali necessarie alla percezione olfattiva, con conseguente anosmia congenita.

### Esami strumentali e di laboratorio
Alla radiografia si osservano costole corte, tibia sproporzionatamente corta e di aspetto ovaloide, in contrasto con la sindrome di Beemer-Langer che, pur presentando alterazioni della lunghezza delle ossa degli arti, non comporta alterazioni morfologiche delle stesse. È anche possibile la diagnosi prenatale mediante ecografia ostetrica.

### Diagnosi differenziale
Per differenziare la sindrome di Majewski da quella di Saldino-Noonan, si rileva che nella prima la forma della pelvi è normale, manca lo sperone metafisario nelle ossa lunghe, vi è inoltre un'ossificazione prematura delle epifisi prossimali di femore ed omero ed è presente polidattilia sia alle mani che ai piedi.